# Madonna col Bambino e le anime purganti tra i SS. Agostino e Nicola da Tolentino
Madonna col Bambino e le anime purganti tra i SS. Agostino e Nicola da Tolentino è un dipinto a olio su tela eseguito nella prima metà del 1600 da un autore ignoto e conservato nella Chiesa di Sant’Agostino a Cascia.

## Storia
Nel secondo altare a destra, una macchina lignea del XVII secolo ospita la tela raffigurante la Madonna col Bambino e le anime purganti, solo di recente qui collocata.
La costruzione della struttura lignea risale al rifacimento successivo al sisma del 5 novembre del 1599, che vide rinforzate le pareti laterali della chiesa ed edificati nuovi altari al posto di quelli esistenti, tutti murati. Sull'altare maggiore un tempo campeggiava la tela di Virgilio Nucci eseguita tra il 1589 e il 1590, poi smembrata e oggi esposta nel Museo civico di Cascia; all'artista va ricondotta l'esecuzione di altre opere, invece tuttora in situ, quali la Madonna della Cintola e la Madonna del Soccorso a lui attribuite.
Ignoto l'autore della tela qui in esame, della prima metà del Seicento, da alcuni identificato con lo stesso Nucci .
La pala copre la nicchia che un tempo accoglieva il gruppo ligneo con Arcangelo Raffaele e Tobia, oggi nel Museo di Cascia.

## Descrizione
Il dipinto rappresenta la Madonna col Bambino circondata da angeli, due dei quali, in basso, tendono le braccia verso le anime, purificate dal fuoco del purgatorio, che ascendono al cielo. Della scena sono testimoni i santi Agostino e Nicola, i cui gesti invitano il riguardante a prendere visione di quanto sta avvenendo al loro cospetto. S. Agostino, il cui modello iconografico nei secoli ha visto proposta la sua effigie in molteplici varianti (si veda qui la Madonna della cintola, dove compare il tipo giovanile), appare nella canonica versione del santo maturo, il quale veste la tiara e il piviale che lascia intravedere il saio nero; S. Nicola, dall'aspetto giovanile, invece, reca il libro e sul petto fa bella mostra del sole antropomorfo.
L'oro arcaicizzante, utilizzato per campire la mandorla e altri dettagli decorativi del dipinto, testimonia del tenore assai elevato della committenza agostiniana, tenore che ben si espresse anche nell'opera di ammodernamento che, nel corso del XVII secolo, interessò l'intero complesso chiesastico.

## Iconografia
Rara la raffigurazione dei due santi associata alla scena della Madonna con le anime purganti. Questa è concepita in pieno clima controriformista, quando l'esistenza del purgatorio, negata dai protestanti, è sostenuta con vigore e ribadita dal Concilio di Trento. Esistenza che S. Agostino, già nel IV-V secolo, aveva intuito e descritto come stadio intermedio con riferimenti alla purificazione delle anime attraverso il fuoco; questo passaggio, insieme alla figura del santo, è riproposto significativamente nel dipinto in esame.